# IC 2545
IC 2545 — галактика типу NF (в процесі підтвердження) у сузір'ї Насос.
Цей об'єкт міститься в оригінальній редакції індексного каталогу.